# Mark Mitchell (Politiker)

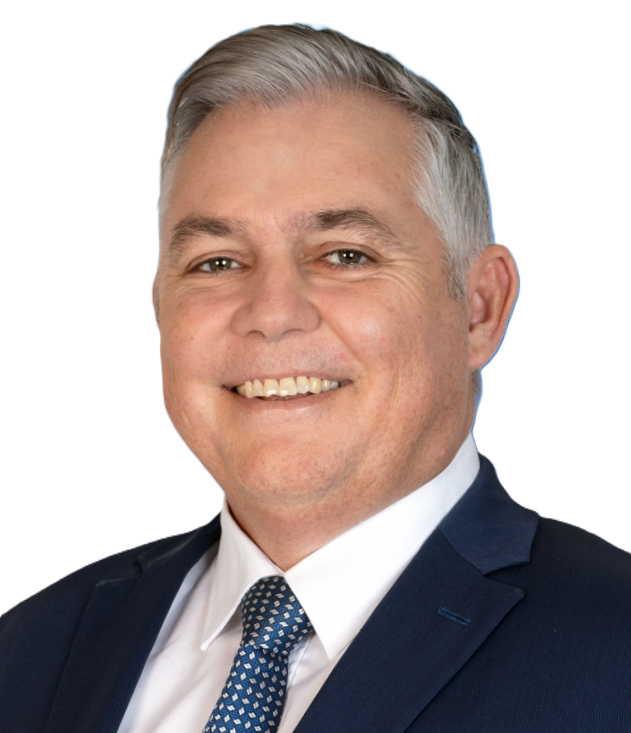
Mark Mitchell (2023)

Mark Patrick Mitchell (* 22. Mai 1968 in North Shore City, Auckland) ist ein neuseeländischer Politiker der New Zealand National Party.

## Leben
Mitchell, irisch-katholischer, englischer und kanadischer Abstammung, wurde am 22. Mai 1968 in North Shore City geboren und verbrachte seine ersten Jahre auf dem Luftwaffenstützpunkt in Whenuapai, wo sein Vater Leutnant der Luftwaffe war. Seine Mutter war die Tochter des Stützpunktkommandanten. Mitchell besuchte das katholische Rosmini College in Auckland, das sich das Motto: „Legis plenitudo charitas“ (die Nächstenliebe erfüllt das Gesetz) gegeben hatte.

## Berufliche Karriere
Nach seinem Schulabschluss arbeitete Mitchell in der Mitte der Nordinsel für eine Weile in der Landwirtschaft, um dann im Jahr 1989 eine Ausbildung in der New Zealand Police zu beginnen. Er trat der Abteilung mit der Hundestaffel bei und wurde bei einem der ersten Einsätze mit seinem Hund von einem Täter am rechten Arm derart verletzt.
2002 quittierte Mitchell den Polizeidienst und versuchte sich mit der Aufzucht und dem Training von Pferden. Ein Jahr später ging er in den Irak, um dort mit einem kleinen Team ein Sicherheits- und Schutzprogramm für die neu gebildete Übergangsregierung aufzustellen. Zwei Jahre später folgte ein Auftrag im südlichen Teil des Irak mit irakischen Sicherheitskräften eine Kommandozentrale aufzubauen. Noch im selben Jahr erstellte Mitchell für ein Unternehmen eine Art Sicherheitsprogramm für die Versorgung von Lebensmitteln und lebenswichtigen Gütern für die im Irak aktive Koalition gegen al-Qaida. Auch arbeitete er zusammen mit dem Weltwirtschaftsforum und half beim Aufbau eines logistischen Notfallteams, die in den von Naturkatastrophen betroffenen Ländern wie den Haiti, Pakistan und den Philippinen humanitäre Hilfe leisteten. Des Weiteren war er Mitglied der Geschäftsleitung mehrerer globaler Unternehmen.

## Politische Karriere
Im Jahr 2011 trat Mitchell über den Wahlbezirk Rodney erstmals für einen Sitz im Neuseeländischen Parlament an und gewann ihn mit absoluter Mehrheit. Auch die folgenden Jahre 2014, 2017 2020 und 2023 gewann er seine Wahlkreise jeweils mit absoluter Mehrheit.
Ergebnisse des Wahlkreises Rodney:
| Wahljahr | Direktkandidat | Stimmen | Partei         | Stimmen |
| -------- | -------------- | ------- | -------------- | ------- |
| 2011     | Mark Mitchell  | 52,68 % | National Party | 61,74 % |
| 2014     | Mark Mitchell  | 63,00 % | National Party | 61,02 % |
| 2017     | Mark Mitchell  | 62,83 % | National Party | 59,56 % |

Zur Parlamentswahl des Jahres 2020 wechselte Mitchell seinen Wahlkreis von Rodney nach Whangaparāoa:
| Wahljahr | Direktkandidat | Stimmen | Partei         | Stimmen |
| -------- | -------------- | ------- | -------------- | ------- |
| 2020     | Mark Mitchell  | 52,43 % | Labour Party   | 39,88 % |
| 2023     | Mark Mitchell  | 65,70 % | National Party | 53,07 % |

### Ministerämter in der Regierung Key
Mit dem Wechsel von Premierminister John Key zu Bill English übernahm Mitchell für den Rest der Legislaturperiode einige Ministerposten (siehe nachfolgend).
| Minister                      | vom               | bis              |
| ----------------------------- | ----------------- | ---------------- |
| Minister of Statistics        | 20. Dezember 2016 | 2. Mai 2017      |
| Minister for Land Information | 20. Dezember 2016 | 26. Oktober 2017 |
| Associate Minister of Justice | 20. Dezember 2016 | 26. Oktober 2017 |
| Minister of Defence           | 2. Mai 2017       | 26. Oktober 2017 |

Quelle: New Zealand Parliament
Im Jahr 2017 verlor die National Party ihre Regierungsmehrheit an die New Zealand Labour Party, die unter Jacinda Ardern eine Koalitionsregierung bilden konnte. 2023 war diese Mehrheit für Labour dahin und mit dem guten Abschneiden der National Party, konnte Christopher Luxon mit seiner Partei über eine Drei-Parteien-Koalition eine Regierung bilden, deren Teil Mitchell mit vier Ministerämtern wurde (siehe nachfolgend).

### Ministerämter in der Regierung Luxon
Mit der Regierungsbildung vom 27. November 2023 übernahm Mitchell folgende Ministerämter:
| Minister                                   | vom               | bis     |
| ------------------------------------------ | ----------------- | ------- |
| Minister for Corrections                   | 27. November 2023 | aktuell |
| Minister Emergency Management and Recovery | 27. November 2023 | aktuell |
| Minister of Police                         | 27. November 2023 | aktuell |

Quelle: Department of the Prime Minister and Cabinet

## Privates
Mitchell ist seit 2011 mit der Witwe des neuseeländischen Rallye-Champion Possum Bourne verheiratet und haben zusammen 5 Kinder, drei aus der früheren Ehe von Peggy Bourne und zwei mit ihr. Sie leben zusammen in Orewa.